# Eine versunkene Welt
Eine versunkene Welt ist ein österreichisches Stummfilmdrama aus dem Jahr 1922 von Alexander Korda.

## Handlung
Irgendwo in einer alten, europäischen Monarchie. Der alte Großherzog erwartet, dass sich sein Sohn seinem Willen beugt und die für ihn vorgesehene Klosterschwester Maria ehelicht. Doch anders als viele Vertreter seines Standes ist Erzherzog Peter ein liberaler Freigeist, der sich von den Fesseln starrer aristokratischer Standesdünkel lösen möchte und nicht länger bereit ist, den väterlichen Wünschen zu gehorchen. Schon lange ersehnt er andere gesellschaftliche Umstände, die Gerechtigkeit und Gleichheit verheißen. Das von Prunk und Gepränge, Dienerschaft und Etikette geprägte Leben, das ihm wie ein goldener Käfig erscheint, bedeutet ihm nichts. Peters Zuneigung gehört einem einfachen Mädchen aus dem Volke, der Tänzerin Anny Lind.
Doch die Hofschranzen beabsichtigen, es nicht zum Äußersten kommen zu lassen und versuchen, die beiden jungen Leute auseinanderzubringen. Bei der Wahl der Mittel sind die Männer des Großherzogs nicht eben zimperlich; mit Nachdruck versuchen sie, Anny zur Abreise ins Ausland zu bewegen. Durch einen Trick kann sich die Tänzerin, die soeben einen Auftritt im Alhambra-Theater absolvierte, ihren Häschern entziehen und eilt zum Schlachtschiff „Invincible“, auf dem Peter gezwungenermaßen ein Kommando antreten musste. Dort wird gerade zu Ehren des Herzogs ein Festmahl gegeben. Als Peter von den Aktivitäten gegen seine geliebte Anny erfährt, ist er außer sich. Er legt das Kommando nieder und entsagt sämtlichen Titeln und Würden. Die ihn umgebenden Schiffsoffiziere und der väterliche Hof wenden sich von ihm ab, lediglich sein Adjutant Ridarsky und der Kammerdiener Bartel bleiben treu an seiner Seite. Peter und Anny heiraten.
Dann beschließt er, seine hehren Ideale auf hoher See umzuwandeln. Seine Jacht wandelt Peter in ein Handelsschiff um und nennt es „Serpolette“. Mit ihr geht er auf große Fahrt nach Südamerika. Hier an Bord in der öden Unendlichkeit eines Weltmeeres will der einstige Herzog seine idealistischen Träume von einer Welt unter Gleichen verwirklichen. Alle Klassenunterschiede sollen fortan nicht mehr gelten, im Privaten soll allein die Liebe zählen. Doch die Dinge entwickeln sich anders, als es sich der hochadelige Sozialromantiker wünscht: Sowohl seine Mannschaft als auch seine Frau legen seine sozialen Traumtänzereien als Schwäche aus. Anny vermisst bald den aristokratischen Prunk ihres Gatten und ist in der Hitze der Äquatornähe schließlich gelangweilt von den eintönigen Abläufen an Bord eines Ozeanschiffes. Sie findet Gefallen am singenden und Gitarre spielenden, italienischen Matrosen Vannoni, einem maskulinen Typen, beginnt eine Affäre mit ihm und demütigt so ihren Ehemann vor der versammelten Mannschaft.
Die Matrosen denken bald nur noch an ihren persönlichen Vorteil, die klassenkämpferischen Gleichheitsziele des Herzogs sind nicht die ihren. Stattdessen bricht allerorten Disziplinlosigkeit aus. Bald will keiner mehr Verantwortung für das große Ganze, das Schiff – Symbol für die neu zu schaffende Gesellschaft – tragen. Peters gewünschte Auflösung von Hierarchien und die Anwesenheit der „sündigen“ Frau, die allen Männern, selbst dem treuen Ridarsky, mehr und mehr den Kopf verdreht, führen an Bord schnurstracks in die Anarchie. In einem südamerikanischen Hafen angelandet, gehen die Seeleute mit Anny auf eine lange Zech- und Kneipentour. In diesem Moment erhält der adelige Kapitän die Nachricht, dass der Großherzog gestorben ist. Als Anny und die Matrosen zurück an Bord kommen, sind alle hemmungslos betrunken. Wie ein läufiges Flittchen tanzt sich Anny vor den geifernden und gierigen Matrosen in Ekstase.
Peter ist entsetzt, seine Ideale haben sich ins Gegenteil verkehrt. Er denkt an Selbstmord, sein treuer Diener Bartel, der das Elend seines Herrn nicht länger mit ansehen will, an Mord. Die alte Ordnung ist zerbrochen und die angestrebte, neue nicht durchsetzbar. Zutiefst desillusioniert und enttäuscht sucht Herzog Peter ein radikales Ende seiner Utopien und steuert das Schiff direkt auf eine Kette mehrerer Felsenriffe. Während Anny und die Matrosen wie von Sinnen in wüsten Gelagen den Tanz auf dem Vulkan celebrieren, kracht die Jacht in voller Fahrt gegen die Felswand und zerbirst infolge einer heftigen Kesselexplosion in tausend Teile. Alle Menschen an Bord finden dabei den Tod. Mit dem Wrack versinkt auch die Hoffnung auf eine bessere Welt auf den Meeresgrund.

## Produktionsnotizen
Eine versunkene Welt, gelegentlich auch unter Die Tragödie eines verschollenen Fürstensohnes geführt, wurde 1921 an der Adria, in Dalmatien und in Afrika gedreht am 22. Februar 1922 im Wiener Löwen-Kino uraufgeführt. Der fünfaktige Film besaß eine Länge von etwa 2300 Metern und wurde mit Jugendverbot belegt. In Deutschland lief der Film im August desselben Jahres an.
Die Geschichte lehnt sich an Begebenheiten rund um den erzherzoglichen Aussteiger „Johann Orth“ an.
Die Filmbauten stammen von Alexander Ferenczy, Emil Stepanek und Max H. Joli. Karl Hartl war einer von zwei Regieassistenten. Die Kostüme stammen von Lambert Hofer.
Eine versunkene Welt erhielt den ersten Preis (Goldene Medaille) für den besten dramatischen Film beim Concorso Cinematografico Internazionale in Mailand. Diesen Film und Herren der Meere drehte Korda unmittelbar hintereinander an denselben Drehorten.

„Die versunkene Welt von Alexander Korda hat im Buch der L’Histoire de la Révolution française geblättert. Mit dem verbürgten Fall des Fürstensohnes wurde ein weiteres Kapitel geschrieben. Es führte mitten in ein Spinnennetz, in den Untergang. Korda nutzt 1922 die Metapher vom Staatsschiff für einen düsteren, pessimistischen Kommentar.“

## Kritik
In Paimann’s Filmlisten ist zu lesen: „Das Sujet lehnt sich stark an die Johann Orth-Affäre an, die Regie arbeitete gut, brachte jedoch etwas reichlich Passagen. Die Darstellung war in den männlichen Rollen durchwegs vorzüglich, besonders Capozzi fand sich gut in die Rolle des grübelnden Herzogs, die weibliche Hauptdarstellerin war schwächer. Sehr schön waren die Landschaftsmotive, die photographische Durchführung ausgezeichnet.“